# SEAT 600
De SEAT 600 is een automodel van SEAT, dat in Spanje geproduceerd werd van mei 1957 tot augustus 1973 onder licentie van het Italiaanse FIAT.

## Historie
In 1957 introduceerde FIAT de Fiat 600 op de autosalon van Turijn. De auto was bedoeld als opvolger van de bekende Topolino (muis) en had een viercilinder watergekoelde kopklepmotor met de voor die tijd karakteristieke plaatsing achterin. SEAT (Sociedad Espanola Automoviles de Turismo) wilde graag de licentierechten verwerven voor de 600 (en later ook voor de Fiat 850). Fiat stemde daarmee in onder de voorwaarde dat de productie van de SEAT 600 en 850 alleen voor de Spaanse thuismarkt zou gelden en niet voor de export.
De SEAT 600 werd gemaakt van nieuw plaatstaal dat in de Noord-Spaanse staalindustrie geproduceerd werd. De nationalistische politiek van de toenmalige regering verbood import uit andere landen en zo is de SEAT met recht een Spaanse auto te noemen. De Italiaanse variant werd voor een deel uit gerecycled sloopijzer gemaakt en dat verklaart waarom dat die zo snel begonnen te roesten.
Vanaf 1958 tot 1975 werd de SEAT 600 in Spanje gebouwd. In totaal rolden er 783.745 exemplaren van de band. Net als zijn Italiaanse equivalent had hij een 600cc motorinhoud met een motorvermogen van 22pk. Dit bleek niet genoeg te zijn, want in 1960 werd de motor met 750cc en 32 pk vergroot, waarna de auto als SEAT 600D door het leven ging. Deze auto behield wel nog de typische voorsluitende deuren. Er wordt wel gezegd dat de SEAT 600D Spanje mobiel heeft gemaakt; er werden er 336.000 van geproduceerd en was bijzonder robuust en daarom geliefd. De meeste Spaanse autorijscholen gebruikten de 600 in de jaren 60 en 70 ook als lesauto.

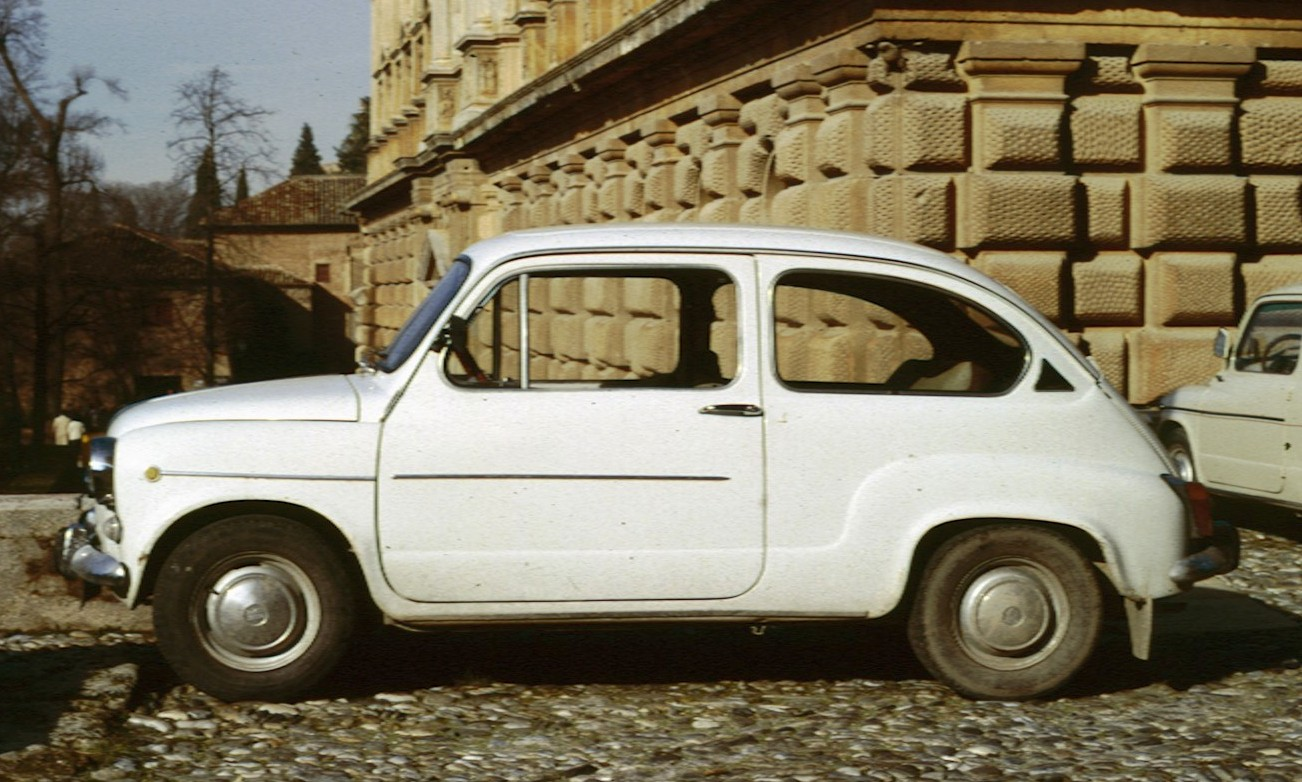
SEAT 600L Especial

In 1969 werd de SEAT 600D vervangen door de 600E, die 245.000 keer werd geproduceerd. Deze auto kreeg normaal sluitende deuren alsmede een gewijzigd interieur. In Italië was men inmiddels met de productie van de 600-serie gestopt en was de hele productielijn verkocht aan Zastava in het toenmalig Joegoslavië. Daarom mocht SEAT de 600 na 1969 wel exporteren naar het buitenland. De Spaanse 600-exemplaren in Nederland werden van een Fiat-embleem voorzien en gingen daarna als "Spaanse Fiatjes" door het leven.
Bijzondere vermelding verdient nog de 600 Especial. Deze uitvoering werd voorzien van een opgevoerde motor, waarmee makkelijk 140 km per uur kon worden gehaald. Dit model werd alleen gedurende '72 en '73 17.000 maal geproduceerd en sloot daarmee 15 jaar productie van de SEAT 600 in Spanje af.
De productie van het 600-model werd in Argentinië en Joegoslavië nog tot begin jaren 80 voortgezet.

## SEAT 800

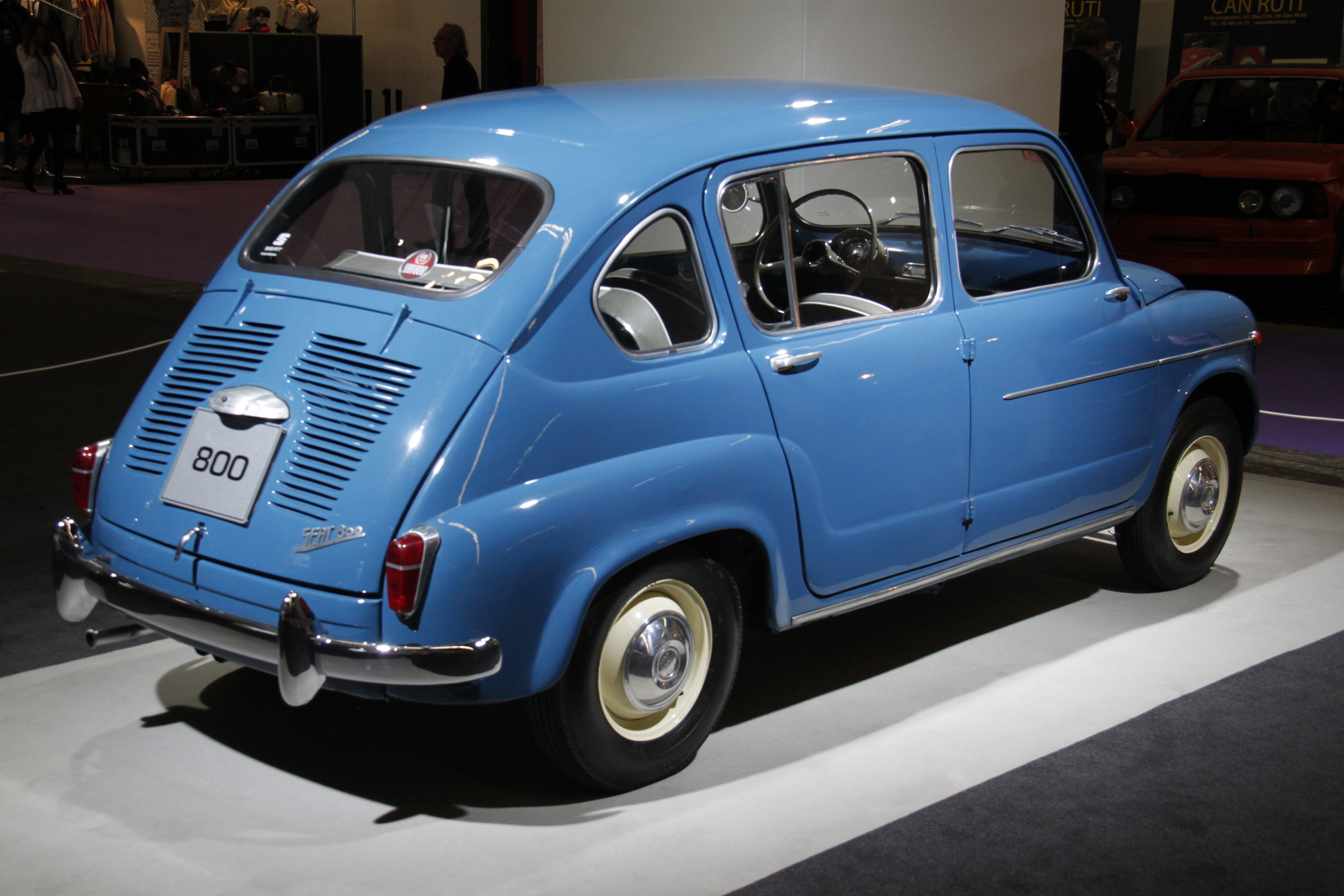
SEAT 800

Omdat SEAT niet de licentierechten kreeg van de Fiat 600 Multipla (een 4-/ of 6-persoons taxi uitvoering) bouwden de Spanjaarden de vierdeurs SEAT 800. Die stond op een basis van de bestaande 600D. Hij werd 34 cm langer gemaakt en kreeg twee extra deuren. Deze variant is slechts 18.000 keer gebouwd en inmiddels bijzonder zeldzaam geworden.
Op basis van deze verlengde bodemplaat werden ook bestelauto's gebouwd door carrosseriebouwer Esteban Costa in Terrassa. Deze variant is nog zeldzamer: slechts 7000 exemplaren werden hiervan gebouwd.
Huidige modellen:
Ibiza · 
Arona ·
Leon ·  
Ateca ·
Tarraco
Oudere modellen:
600 · 
850 · 
1200 · 
1400 · 
1430 · 
1500 · 
124 · 
127 · 
128 · 
131 · 
132 · 
133 · 
Ritmo · 
Ronda · 
Fura · 
Málaga · 
Panda · 
Marbella · 
Terra · 
Inca · 
Arosa · 
Córdoba · 
Toledo · 
Altea (XL) · 
Exeo · 
Alhambra ·
Mii